# Mireille Mathieu
Mireille Mathieu, "La demoiselle d'Avignon" ("den unga damen från Avignon"), född 22 juli 1946 i Avignon, Vaucluse, är en fransk sångerska.

## Biografi
Mireille Mathieu har en repertoar på mer än 1 200 sånger, hon har gjort inspelningar på bland annat franska, tyska, engelska, italienska, spanska, provensalska, katalanska, japanska, kinesiska, ryska och finska. Hon var den första västerländska sångerskan som uppträdde offentligt i Kina. Under årens lopp har Mathieu blivit ambassadör för fransk sång, sålt över 150 miljoner skivor och den 14 november 1983 gav påven Johannes Paulus II henne en privat audiens.
Mireille Mathieu föddes som det första barnet i en syskonskara på fjorton barn. Hon växte upp under knappa förhållanden; hennes far, Roger (död 1985), var stenhuggare och hennes mor, Marcelle, var hemmafru.
Som 19-åring slog Mathieu igenom den 21 november 1965 i den TV-sända sångtävlingen Télé Dimanche som sändes över hela Frankrike, vilken hon vann och blev upptäckt av en man vid namn Johnny Stark (död 1989). Han gav henne skivkontrakt varpå hennes debutalbum Mon Credo, som såldes i 1,3 miljoner exemplar på 5 månader, gavs ut. Mathieus genombrott förklarades delvis med att hon initialt påminde lite om Edith Piaf, som hade gått bort två år tidigare och som fortfarande var mycket sörjd och saknad. Mireille Mathieu och hennes manager insåg emellertid faran i att bli känd som en kopia och inom några år från starten så hade Mathieu och hennes manager kommit igång med att skapa en helt egen stil som inte är att förväxla med Edith Piafs. Rösten har ingen likhet med Piafs; Mathieu sjunger med väldigt stark röst, oftast med ett snabbt vibrato. Hon är mer en utpräglad "grammofonartist" än en live-artist.
Jämsides med den gedigna franska repertoaren har hon fått en helt annorlunda, tysk repertoar. Den franska repertoaren får som helhet betecknas som en modernare gren av chansontraditionen. Sångerna är oftast bitterljuva, dramatiska, romantiska och orkestreringen är pikant effektfull. Förväxling och sammanblandning med den avlidna legenden Piaf kan undvikas genom att lyssna på själva rösten och genom att konstatera när inspelningen måste vara gjord. Piafs inspelningar är äldre och slutar 1963. Mireille Mathieus inspelningar spänner från 1966 och fram till 2000-talet.
1981 sjöng Mathieu in Bravo tu as gagné, en fransk version av Abba:s The Winner Takes It All. Inspelningen gjordes i Stockholm och i kören återfinns Abba-medlemmarna Anni-Frid Lyngstad, Björn Ulvaeus och Benny Andersson. De två sistnämnda producerade även inspelningen.
Exempel på succéer i Mireille Mathieus franska repertoar är La dernière valse, Paris en colère, L'enfant que je n'ai jamais eu, Je t'aime avec ma peau och Trois milliards de gens sur terre. De största succéerna i Tyskland torde vara Akropolis adieu, La Paloma adieu, Hinter den Kulissen von Paris, An einem Sonntag in Avignon, Es geht mir gut merci chérie och Die Tage der Liebe av Franz Schubert.

### 40 år som artist
År 2005 firade Mireille Mathieu 40 år som artist och gav i november en serie jubileumsföreställningar på Olympia i Paris. I samband med det gav hon ut en DVD; Une place dans mon cœur.

## Diskografi i urval

### Album
- 2018 - Mes classiques
- 2009 - Nah bei Dir
- 2007 - In meinen Herzen
- 2005 - Mireille Mathieu
- 2005 - Platinum Collection
- 2004 - L'Essentiel (nyutgåva)
- 2003 - L'Essentiel
- 2003 - Mireille Mathieu Chante Piaf (nyutgåva)
- 2002 - De Tes Mains
- 1999 - Alles nur ein Spiel
- 1998 - Son Grand Numéro
- 1996 - In meinen Traum
- 1995 - Vous Lui Direz...
- 1993 - Mireille Mathieu Chante Piaf
- 1993 - Unter dem Himmel von Paris
- 1991 - Mireille Mathieu
- 1991 - Una mujer
- 1990 - Ce Soir Je T'ai Perdu
- 1990 - Hymne à l'Amour
- 1989 - L'Américain
- 1989 - Embrujo
- 1988 - Les Plus Grands Succès Vol. 3 1976-1985
- 1988 - Les Plus Grands Succès Vol. 2 1970-1975
- 1988 - Les Plus Grands Succès Vol. 1 1966-1970
- 1988 - The Best of Mireille Mathieu
- 1987 - Rencontres de Femmes
- 1987 - Tour de l'Europe
- 1986 - Après Toi
- 1986 - In Liebe Mireille
- 1985 - Les Grandes Chansons Françaises
- 1985 - Welterfolge aus Paris
- 1985 - La Demoiselle d'Orléans
- 1985 - Les contes de Cri-Cri
- 1985 - Made In France
- 1984 - Chanter
- 1984 - Chansons d'Or
- 1983 - Je veux l'aimer
- 1983 - Ein neuer Morgen
- 1983 - Nur fur dich
- 1982 - Trois milliards gens sur terre
- 1981 - Die Liebe eine Frau
- 1980 - Un peu, beaucoup, passionement
- 1980 - Gefühle
- 1981 - Je vous aime
- 1981 - Bravo tu as gagné
- 1979 - Mireille Mathieu sings Paul Anka
- 1979 - Mireille Mathieu chante Paul Anka
- 1979 - Romantiquement votre
- 1979 - So ein schöner Abend
- 1978 - Fidèlement votre
- 1978 - Alle Kinder dieser Erde
- 1978 - J'ai peur d'aimer un souvenir
- 1977 - Sentimentalement votre
- 1977 - Die schönsten deutschen Volkslieder
- 1977 - Der Rhein und das Lied von der Elbe
- 1977 - Das neue Schlageralbum
- 1976 - Et tu seras poète
- 1976 - La vie en rose
- 1976 - Und wieder wird es Weihnachtszeit
- 1976 - Herzlichst Mireille
- 1975 - Apprends-Moi
- 1975 - Rendez-vous mit Mireille
- 1974 - Und der Wind wird ewig singen
- 1974 - Le vent de la nuit
- 1974 - Mireille Mathieu chante Ennio Morricone
- 1974 - Mireille...Mireille
- 1973 - La paloma adieu
- 1973 - MM
- 1973 - Olympia
- 1972 - J'etais si jeune
- 1972 - Meine Träume
- 1971 - Mireille Mathieu chante Francis Lai
- 1971 - Acropolis adieu
- 1971 - Bonjour Mireille
- 1970 - Mireille...Mireille
- 1970 - Merveilleuse Mireille
- 1970 - Merci Mireille
- 1969 - La première étoile
- 1969 - Olympia
- 1968 - Le merveilleux petit monde de MM chante Noel
- 1968 - Sveet Souvenirs of Mireille Mathieu
- 1967 - En directe de l'Olympia
- 1966 - En directe de l'Olympia
- 1966 - Made in France